# Thomas Malthus

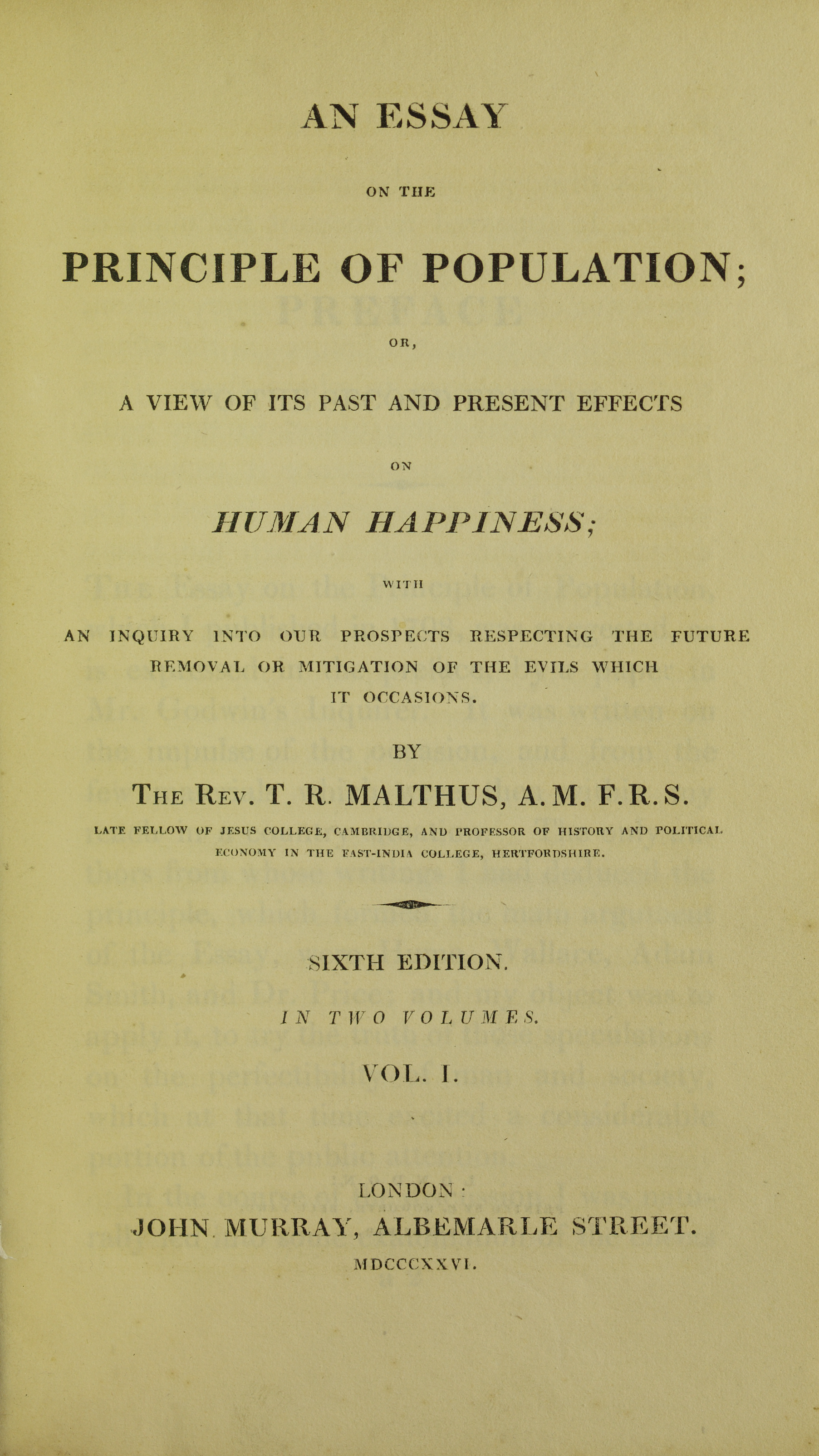
Essay on the principle of population, 1826

Thomas Robert Malthus (Dorking, 14 de febrer de 1766 - Bath, 23 de desembre de 1834), més conegut com a Thomas Malthus tot i que ell preferia que se l'anomenés Robert Malthus, va ser un economista i demògraf anglès conegut principalment per les seves teories pessimistes, com la Catàstrofe malthusiana però altament influents, pel que fa a l'evolució de la població mundial.

## Biografia
Thomas Robert Malthus va ser el sisè dels set fills de Daniel Malthus i Henrietta Catherine, filla de Daniel Graham, apotecari dels reis Jordi II i Jordi III, i néta de Thomas Graham, apotecari dels reis Jordi I i Jordi II. Henrietta va ser representada al costat dels seus germans a la pintura de William Hogarth, The Graham Children (1742). Malthus va néixer a The Rookery, una petita mansió elegant a Westcott, prop de Dorking a Surrey, que el seu pare havia comprat —aleshores s'anomenava Chertgate Farm— i convertida en «un seient de gentleman»; la família el va vendre el 1768 i es va traslladar a un establiment menys extens a Albury, no lluny de Guildford. Malthus tenia un llavi leporí i fenedura palatina que afectaven la seva parla; aquests defectes de naixement s'havien produït en generacions anteriors de la seva família. La seva amiga, la teòrica social Harriet Martineau, que tenia problemes d'oïda, va afirmar tanmateix que a causa de la seva veu sonora era l'única persona que podia escoltar bé sense la seva trompeta a l'orella. William Petersen i John Maynard Keynes descriuen Daniel Malthus com "un cavaller de bona família i mitjans independents […] [i] amic de David Hume i Jean-Jacques Rousseau ". Daniel Malthus era fill de Sydenham Malthus, que era un empleat de la Cancelleria i director de la South Sea Company; també era propietari de diverses propietats de terra als Home Counties i Cambridgeshire. El pare de Sydenham Malthus, Daniel, havia estat apotecari del rei Guillem i més tard de la reina Anna; El pare de Daniel, el reverend Robert Malthus, va ser nomenat vicari de Northolt, Middlesex (ara l'oest de Londres) sota el regicidi de Cromwell, però desallotjat a la Restauració; va ser descrit com un diví antic, un home de raó forta i poderós en les Escriptures, d'una gran eloqüència i fervor, encara que defectuós en elocució, a causa d'un impediment molt gran en la seva enunciació que s'ha conclòs que és probablement hagués estat un paladar fissurat. El jove Malthus va rebre la seva educació a la Warrington Academy a partir de 1782, on va ser ensenyat per Gilbert Wakefield. Warrington era una acadèmia dissident, que va tancar el 1783. Malthus va continuar durant un període sent tutoritzat per Wakefield a la casa d'aquest a Bramcote, Nottinghamshire.
Malthus va ingressar al Jesus College, Cambridge, el 1784. Mentre allà, va rebre premis de declamació anglesa, llatí i grec, i es va graduar amb honors, Ninth Wrangler en matemàtiques. El seu tutor va ser William Frend. Va obtenir el títol de màster l'any 1791 i va ser elegit Fellow of Jesus College dos anys més tard. El 1789, va rebre ordres a l'Església d'Anglaterra, i esdevingué cura a Oakwood Chapel (també Okewood) a la parròquia de Wotton, Surrey.

## Un assaig sobre el principi de població

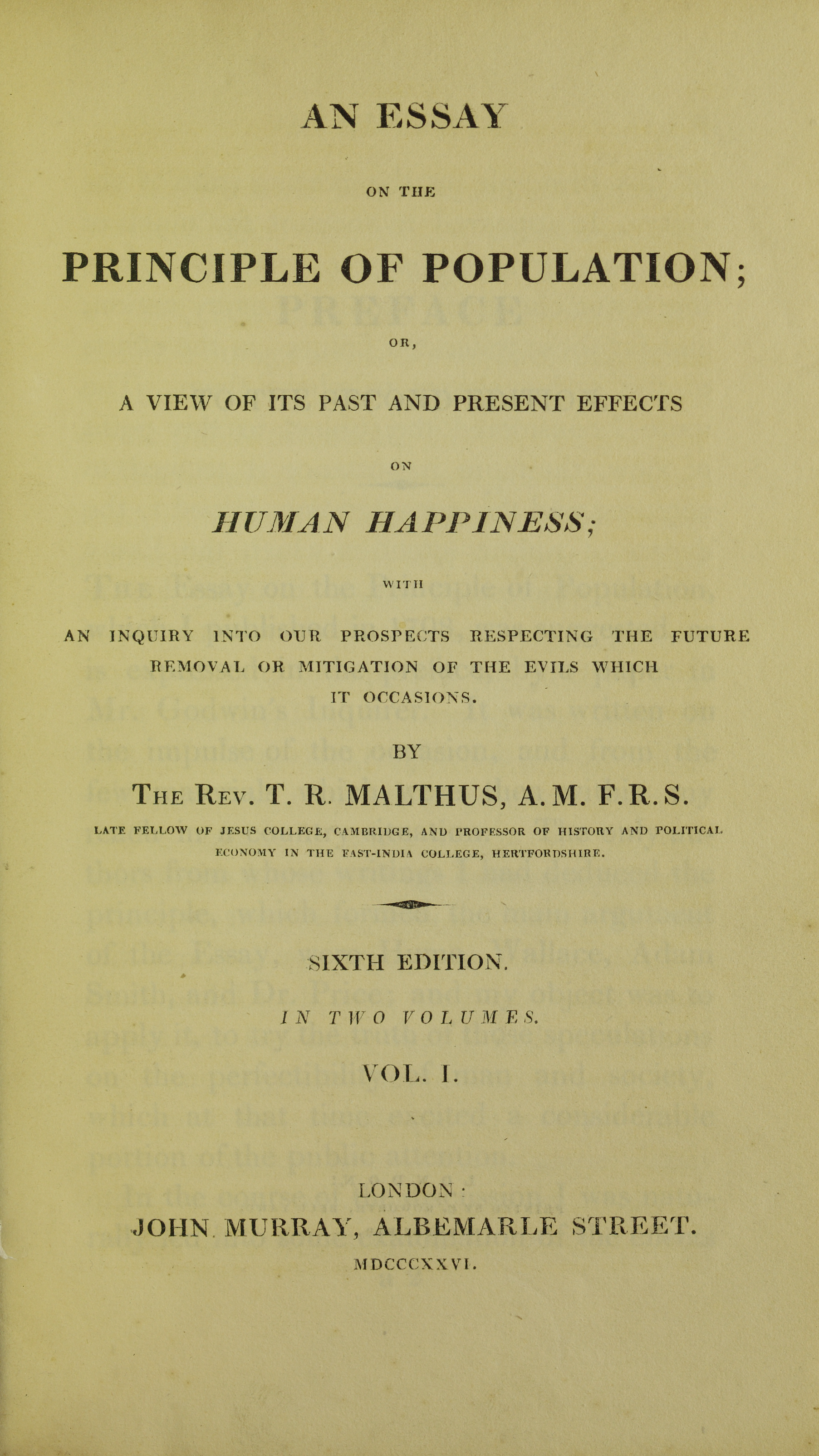
Assaig sobre el principi de població, 1826

Així, l'any 1798 va publicar el seu famós llibre Un assaig sobre el principi de població (An Essay on the Principle of Population) on va exposar el principi segons el qual la població humana estava abocada a la pobresa i l'extinció. Les seves prediccions es basaven en la idea que la població creix en progressió geomètrica (això és a un ritme d'1, 2, 4, 8, 16, 32, 64, 128, 256, etc.) mentre que els recursos alimentaris ho fan en progressió aritmètica (és a dir, a un ritme d'1, 2, 3, 4, 5, 6, 7, 8, etc.). L'objectiu de la teoria malthusiana és explicar com s'expandeix la població i la producció d'aliments, la segona experimenta un creixement aritmètic i la primera experimenta un creixement exponencial. La controvèrsia, però, es refereix a la rellevància de la teoria malthusiana en el món actual. Aquesta hipòtesi és inaplicable de diverses maneres. En primer lloc, la hipòtesi es torna irrellevant, a causa d'un menyspreu per l'avenç tecnològic. Això es deu al fet que la producció d'aliments ha augmentat com a conseqüència dels avenços tecnològics com els organismes modificats genèticament (OMG). En segon lloc, el model matemàtic contractat per formular la hipòtesi és incorrecte ja que estava limitat a la situació específica d'Anglaterra. Altres troballes, com ara la producció d'aliments que supera l'augment de la població, es poden confirmar si el modelatge pogués emprar ubicacions àmplies com Austràlia. La hipòtesi malthusiana també està limitada pel canvi social sobre la mida de la família, ja que els individus tendeixen a preferir una família manejable a causa de les restriccions econòmiques. La producció d'aliments també pot superar l'expansió demogràfica, a causa de la revolució industrial. Una altra limitació d'aquesta teoria és la creença que els ingressos globals són un factor clau de la salut de la població, implicant que els països rics tindran diverses solucions per a les seves poblacions que creixen ràpidament. Una població en expansió es pot considerar com un augment de la capacitat humana disponible per augmentar la producció d'aliments. D'acord amb això, Malthus considerava que arribaria un moment en què la població no trobaria recursos suficients per a subsistir, ja que aquests, a més a més, són limitats raó per la qual, quan s'haguessin esgotat, la vida humana desapareixeria (catàstrofe malthusiana).

Segons Malthus aquesta tendència només es podia evitar si confluïen dues circumstàncies:
- D'una banda que les taxes de mortalitat, que històricament i per aquell temps eren molt altes, no invertissin la tendència i continuessin sent altes. A això hi podien contribuir molts factors com ara la perpetuació de la misèria entre les classes populars, les elevades taxes de mortalitat infantil, les guerres, les epidèmies que periòdicament assotaven la població...
- De l'altra, que les taxes de natalitat experimentessin un sobtat descens fruit de la contracepció i de la contenció moral amb la consegüent abstinència.

Val la pena observar que Malthus considerava que aquestes mesures correctores havien de recaure exclusivament en la població pobra per dues raons: perquè aplegava la immensa majoria de la població total i perquè era la responsable de l'excés demogràfic en ser la que engendrava més fills. El resultat de tot plegat fou que la legislació inspirada per les teories malthusianes degradà, encara més, les ja migrades condicions de vida dels pobres d'Anglaterra.
L'aspecte estàtic de la hipòtesi malthusiana, que es basa en la regla dels rendiments decreixents, limita la seva aplicabilitat. Finalment, el fracàs de la Teoria Malthusiana per determinar si les taxes de natalitat coincideixen amb les taxes de mortalitat va dificultar la seva aplicació, perquè era possible que la població no augmentava tan ràpid com la producció d'aliments a causa de la presència de morts.

## Rebuda i influència
Malthus va desenvolupar la teoria dels desajustos entre la demanda i l'oferta que va anomenar excés. Descontada a l'època, aquesta teoria va prefigurar el treball posterior d'un admirador, John Maynard Keynes.
La gran part dels comentaris continuats sobre Malthus, però, s'estén i s'estén sobre la polèmica malthusiana de principis del segle xix. A Irlanda on (escrivint a Ricardo el 1817) Malthus va proposar que per donar ple efecte als recursos naturals del país una gran part de la població hauria de ser escombrada del sòl a grans ciutats manufactureres i comercials, una contribució relativament primerenca va ser Observacions sobre la població i els recursos d'Irlanda (1821) del polímata i metge Whitely Stokes. Trobar errors en els càlculs i juxtaposicions de Malthus --el possible augment de l'home a Amèrica mesurat amb el probable augment de la producció [d'aliments] a Gran Bretanya- i insistint en els avantatges que la humanitat deriva de la millora de la indústria, la millora del transport, les millores en moral, govern i religió, Stokes va argumentar que la dificultat d'Irlanda no residia en els seus nombres, sinó en el govern indiferent.

## En la cultura popular
- Ebenezer Scrooge d’A Christmas Carol de Charles Dickens representa les idees percebudes de Malthus,[26] famosament il·lustrades per la seva explicació sobre per què es nega a donar als pobres i indigents: "Si prefereixen morir, millor que ho facin, i disminuir la població excedentària". En general, Dickens tenia algunes preocupacions malthusianes (evidents a Oliver Twist, Hard Times i altres novel·les), i va concentrar els seus atacs contra l'utilitarisme i molts dels seus defensors, com Jeremy Bentham, a qui considerava, juntament amb Malthus, com a injusts i inhumans.[27]
- A Un món feliç d’Aldous Huxley, una novel·la distòpica ambientada en un Estat mundial que controla la reproducció, les dones porten el cinturó malthusià, que conté l'oferta reguladora d'anticonceptius.[28]
- Al musical Urinetown, escrit per Greg Kotis i Mark Hollmann, els personatges viuen en una societat en la qual s'ha de pagar una quota per orinar, perquè una sequera ha fet que l'aigua sigui increïblement escassa. Una revolució comença amb una agenda de pipi gratis. Al final de l'espectacle, la revolució guanya, però els personatges acaben morint perquè no s'estava conservant l'aigua, a diferència de quan hi havia la 'taxa de pipí'. La penúltima línia és Hail Malthus!
- A la pel·lícula Avengers: Infinity War, el dolent principal anomenat Thanos sembla estar motivat per les opinions malthusianes sobre el creixement de la població i comet un genocidi massiu universal conegut com The Blip.[29][30]
- A Xenoblade Chronicles 2, un dels antagonistes del joc, Amalthus, està inspirat en Malthus.
- A la cançó rät de Penelope Scott, es fa referència a Malthus en el vers "Vaig mossegar la poma perquè em vaig confiar en tu, però sap com a Thomas Malthus".

## Epitafi

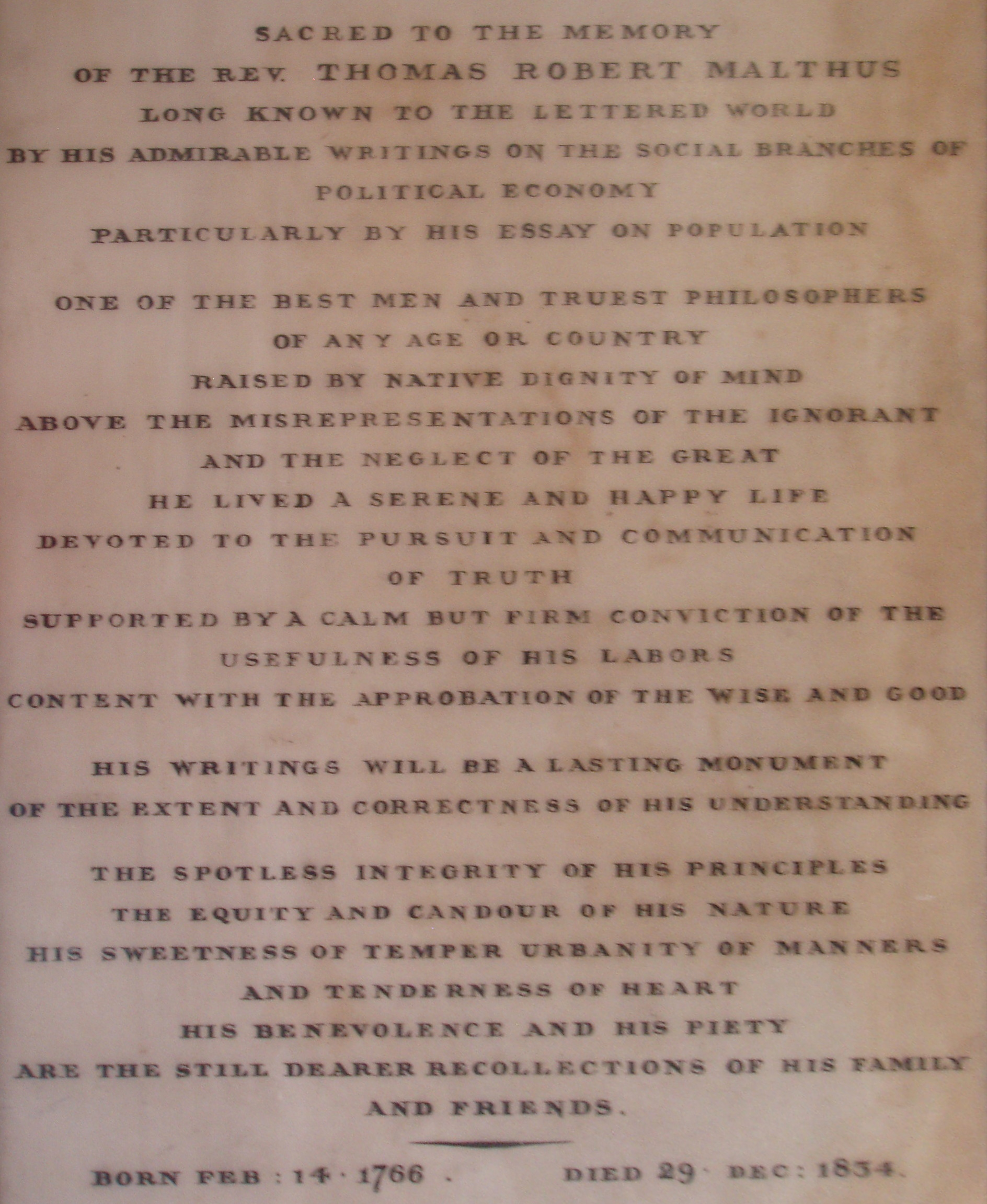
L'epitafi de Malthus just dins de l'entrada de l'abadia de Bath

L'epitafi de Malthus a Bath Abbey diu [amb comes inserides per a més claredat]:{{cita|Sagrat per a la memòria del reverend THOMAS ROBERT MALTHUS, conegut des de fa temps pel món lletrat pels seus admirables escrits sobre les branques socials de l'economia política, especialment pel seu assaig sobre la població.
Un dels millors homes i filòsofs més veritables de qualsevol època o país, elevat per la dignitat de la ment nativa per sobre de les tergiversacions dels ignorants i la negligència dels grans, va viure una vida serena i feliç dedicada a la recerca i comunicació de la veritat, recolzat. per una serena però ferma convicció de la utilitat dels seus treballs, content amb l'aprovació dels savis i bons.
Els seus escrits seran un monument durador de l'extensió i la correcció de la seva comprensió.
La integritat impecable dels seus principis, l'equitat i la candor de la seva naturalesa, el seu tarannà dolç, la urbanitat de les maneres i la tendresa del cor, la seva benevolència i la seva pietat són els records encara més estimats de la seva família i amics.
Va néixer el 14 de febrer de 1766 i va morir el 29 de desembre de 1834.